# Erehof Blokzijl
Erehof Blokzijl is gelegen op de begraafplaats van Blokzijl in de Nederlandse provincie Overijssel. Er staan zeven stenen met daarop de volgende namen:
| Naam                        | Functie                     | Onderdeel                         | Overleden  | Leeftijd |
| --------------------------- | --------------------------- | --------------------------------- | ---------- | -------- |
| Thomas Watt Briggs          | Piloot                      | Royal Air Force Volunteer Reserve | 15-02-1944 | 29       |
| Peter James Doye            | Boordwerktuigkundige        | Royal Air Force Volunteer Reserve | 15-02-1944 | 22       |
| Harry Lewis                 | Radio-operator/boordschuter | Royal Air Force Volunteer Reserve | 15-02-1944 | 32       |
| Ernest Mell                 | Boordschutter               | Royal Air Force Volunteer Reserve | 15-02-1944 | 35       |
| Arnold Munday               | Bommenrichter               | Royal Air Force Volunteer Reserve | 15-02-1944 | 27       |
| Leslie North                | Boordschutter               | Royal Air Force Volunteer Reserve | 15-02-1944 |          |
| Leslie Seton Dewar Swanston | Navigator                   | Royal Air Force Volunteer Reserve | 15-02-1944 | 20       |

## Geschiedenis
Op 15 februari 1944 vertrok een Lancaster-bommenwerper, de JB 420 van het 57e Squadron, vanuit East Kirkby in Engeland voor een bombardement op Berlijn. Het vliegtuig werd aangevallen door een Duitse nachtjager en stortte neer bij Blokzijl in de buurt van de Roomsloot. De bemanning kwam daarbij om het leven en werd begraven op de begraafplaats te Blokzijl.